# Pháo đài Gerhard ở Świnoujście
Pháo đài Gerhard, còn được gọi là Pháo đài phía Đông hoặc Werk II (tác phẩm số 2) - một trong những pháo đài của Pháo đài Świnoujście. Nó nằm ở phía đông của Świnoujście, thuộc quận Warszów, trên đảo Wolin, gần Ngọn hải đăng Świnoujście.

## Lịch sử
Việc xây dựng pháo đài ở Świnoujście là do một sự cố xảy ra trong cuộc chiến Schleswig đầu tiên (là cuộc xung đột ở miền Nam của Đan Mạch), vào năm 1948, tàu khu trục Đan Mạch đã chặn ngang con sông Świna trong vài tháng không cho thông thương đi lại, gây ra tổn thất lớn do thiếu lương thực, thực phẩm. Sau khi kết thúc phong tỏa, Phổ lập tức áp dụng các biện pháp để ngăn chặn tình trạng này xảy ra lần nữa và việc xây dựng pháo đài bắt đầu.
Pháo đài Gerhard được xây dựng vào những năm 1848-1959, nhằm bảo vệ cảng và eo biển Świna chống lại hạm đội địch. Nhiệm vụ của pháo binh nằm ở trong pháo đài bắn vào các tàu địch nếu chặn lối vào eo biển Świna, một vị trí quan trọng dẫn đến cảng Szczecin. Pháo đài được xây dựng với lô cốt chắc chắn, hai tầng, có các lỗ để nòng pháo thò ra ngoài, chúng được bao xung quanh bởi các kênh nước sâu, dạng một nữa caponier và hai caponier (đây là một cấu trúc phòng thủ trong pháo đài, bắt nguồn từ tiếng Pháp). Nhiệm vụ của pháo binh ở các lô cốt là phát hiện và đẩy lùi các cuộc tấn công tiềm tàng của địch, các lô cốt được trang bị 25 khẩu pháo 12 nòng được đặt trong các pháo binh đặt trên cả hai tầng của pháo đài.
Sau khi Phổ giành chiến thắng trong cuộc chiến tranh Phổ-Pháp, trong những năm 1876-1877, Pháo đài đã được trùng tu và tạo ra một tổng thể mạch lạc hơn, vũ khí được trang bị hiện đại và có sức công phá mạnh hơn, bổ sung thêm những khẩu pháo nằm trên sân thượng, tăng khả năng bảo vệ của Pháo đài. Đồng thời, một kho đạn cũng được xây dựng thêm, các lô cốt được xây dựng lại, đảm bảo tính chắc chắn hơn, các lỗ lô cốt được mở rộng để tăng thêm nòng pháo và sự thoải mái của binh lính.
Từ năm 2001, Bảo tàng Quốc phòng ven biển đã được đặt trong khuôn viên của pháo đài .

## Thư viện ảnh

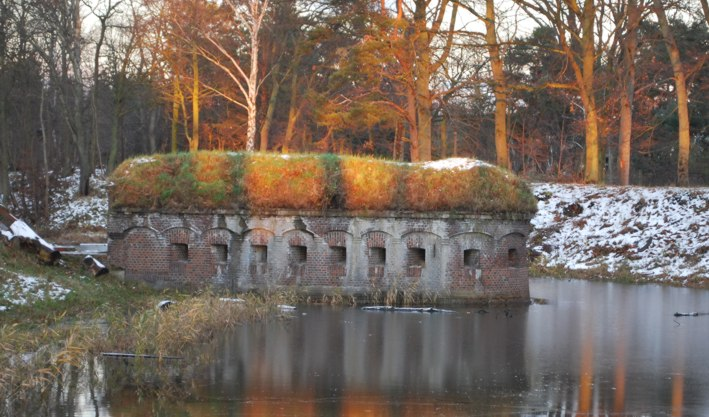
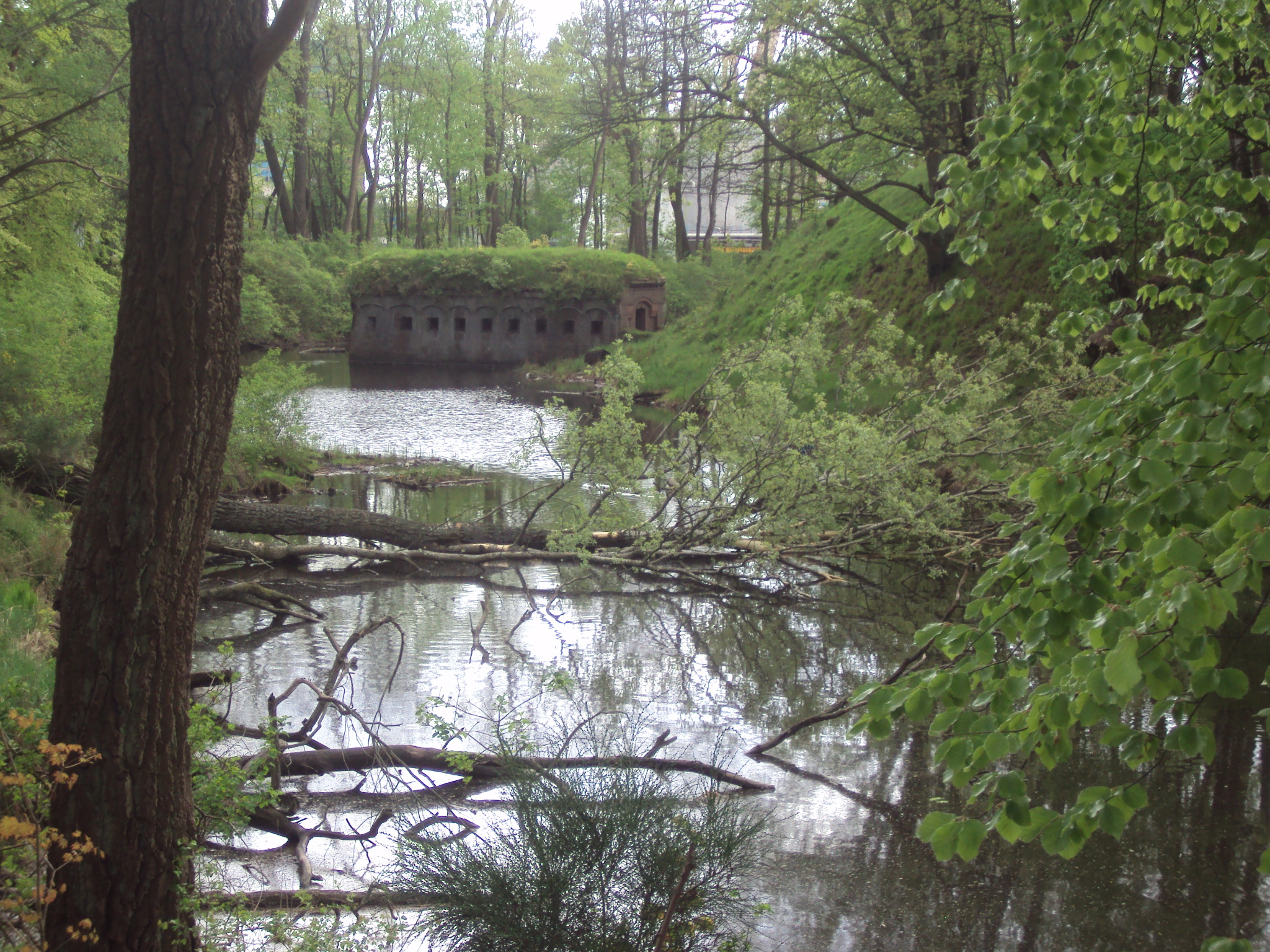
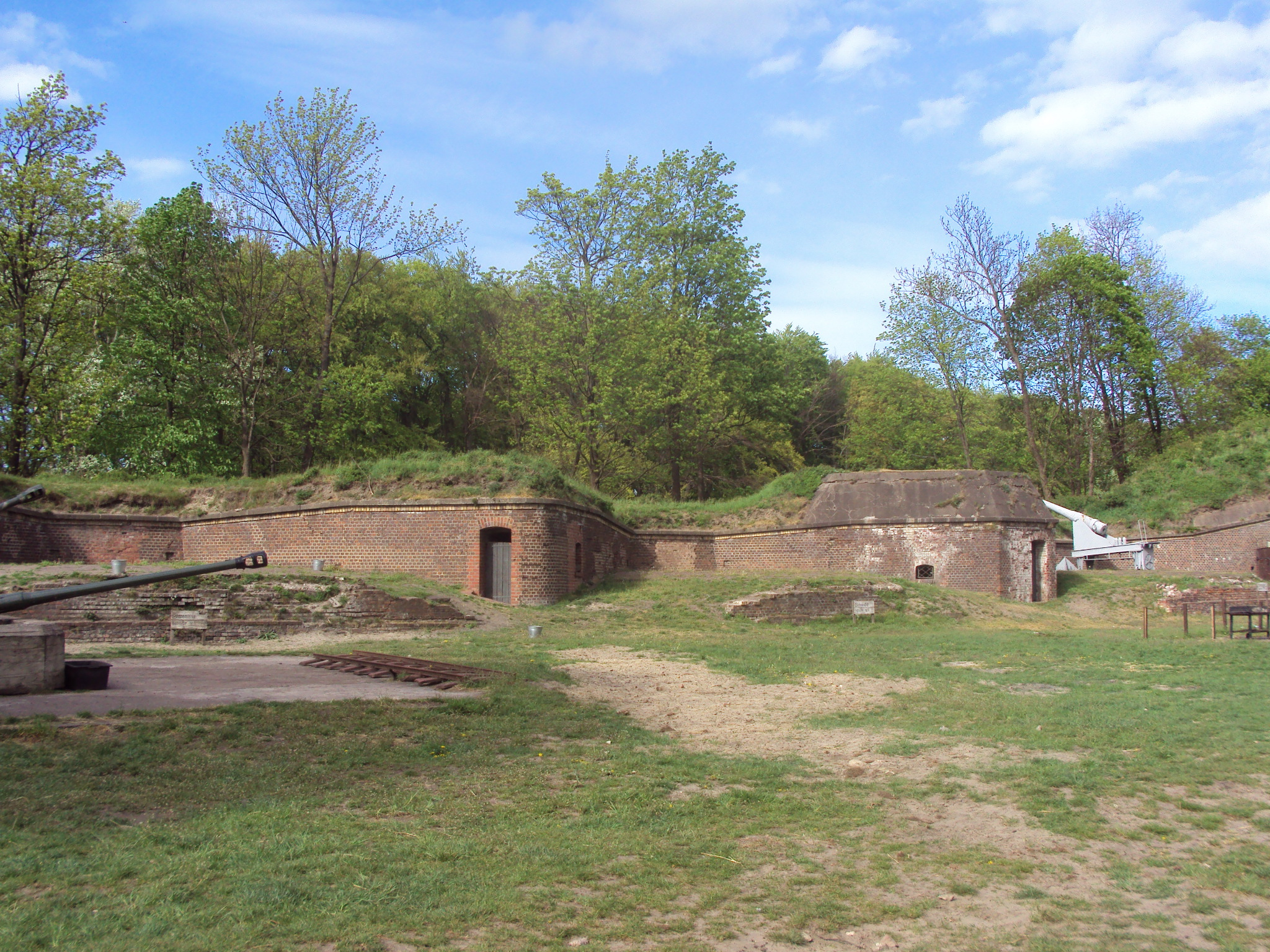
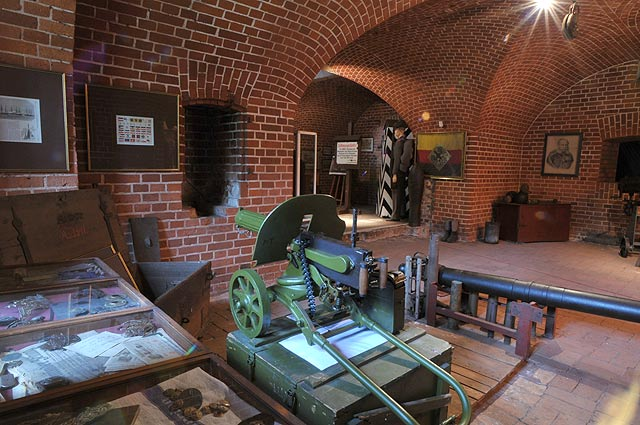
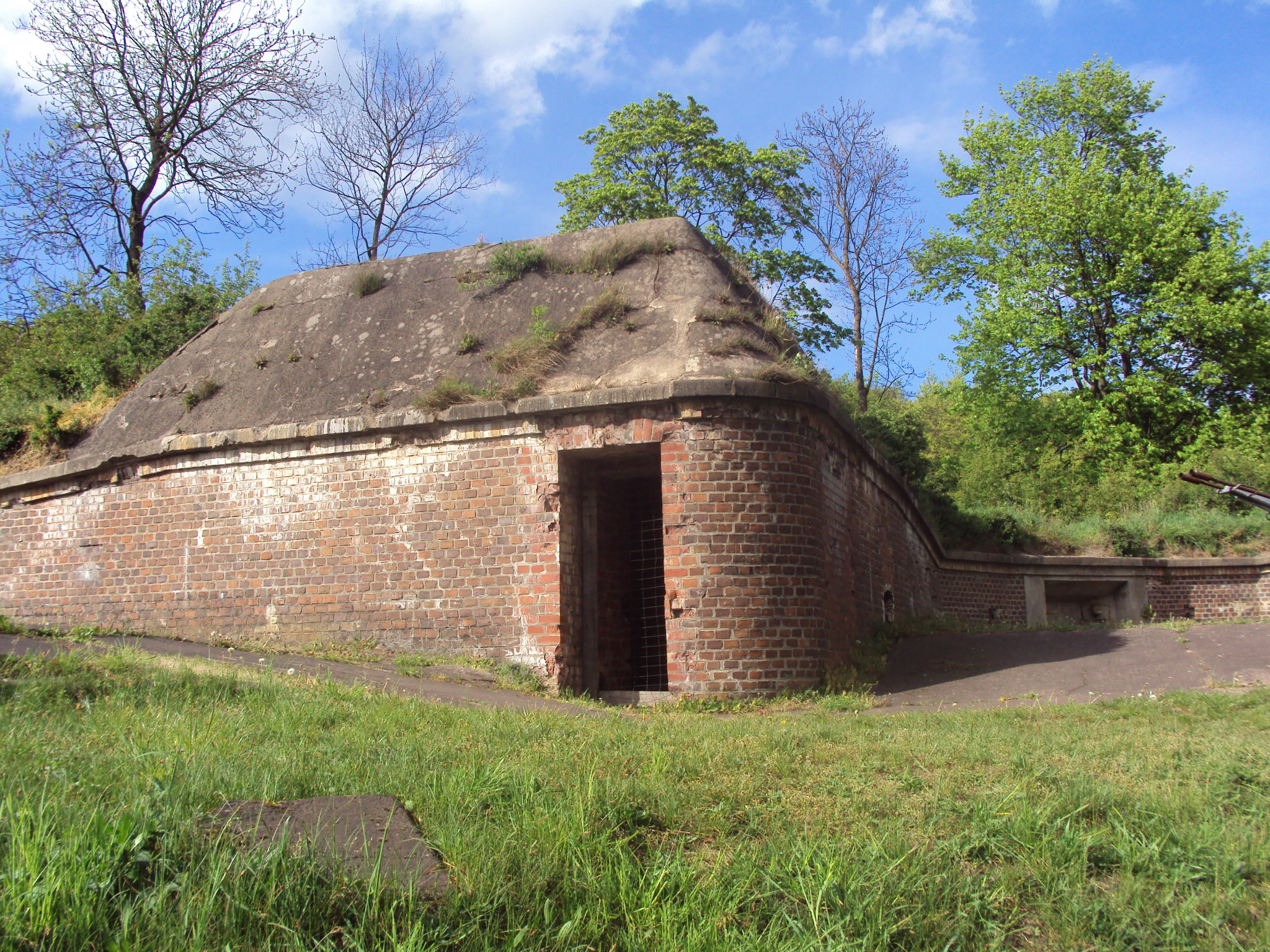
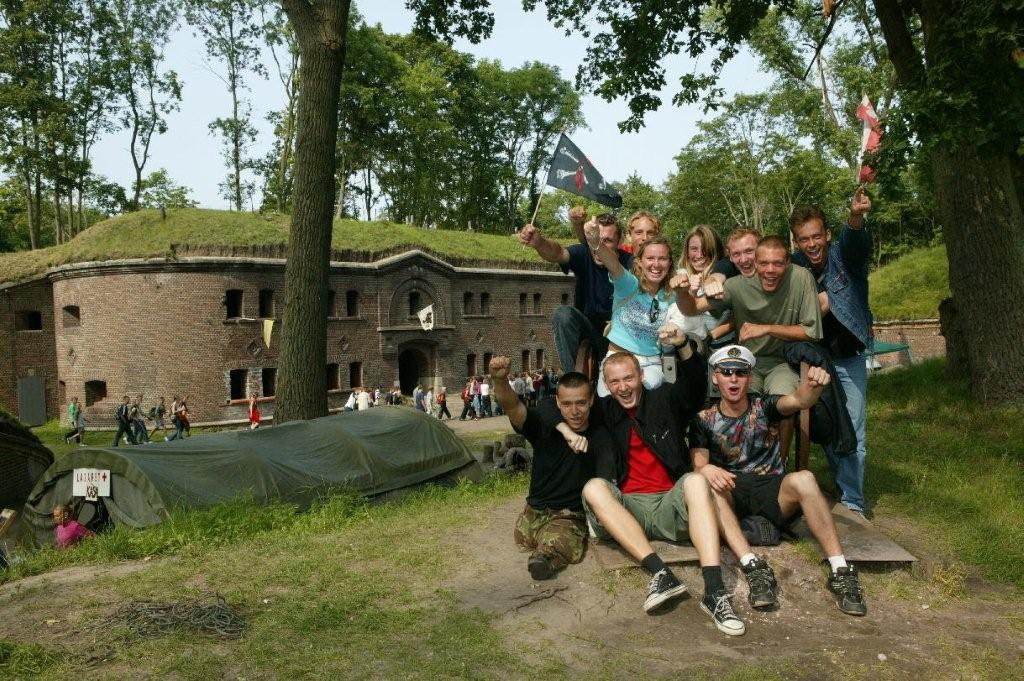